# NGC 2378
NGC 2378 é uma estrela dupla na direção da constelação de Gemini. O objeto foi descoberto pelo astrônomo Edouard Stephan em 1878, usando um telescópio refletor com abertura de 31,5 polegadas. 